# Dzelzava
Dzelzava est un pagasts de Lettonie.